# 사라 레인
사라 레인(Sarah Laine, 1982년 10월 23일 ~ )은 미국의 배우, 텔레비전 배우, 영화배우이다.
샌타바버라에서 태어났다.

## 영화
- 파라솜니아 (2008년)
- 새벽의 저주 - 온 더 플레인 (2007년) - 카라 역
- 위키드 위키드 게임즈 (2006년)
- 더 레인 메이커스 (2005년) - 앨리슨 역
- 와일드 씽 3 (2005년) - 마리 클리프턴 역
- 인어 자매 이야기 (2003년)
- 아메리칸 파이 2 (2001년)